# Tonea (okręg Alba)
Tonea – wieś w Rumunii, w okręgu Alba, w gminie Săsciori. W 2011 roku liczyła 232 mieszkańców.